# No Anaesthesia!
 (février 2024).
Si vous disposez d'ouvrages ou d'articles de référence ou si vous connaissez des sites web de qualité traitant du thème abordé ici, merci de compléter l'article en donnant les références utiles à sa vérifiabilité et en les liant à la section « Notes et références ».
Albums de Stone
Stone (album) Colours
No Anaesthesia! est le second album du groupe de Thrash metal Stone. Produit par Mikko Karmila et Stone, il est sorti en 1989. Cet album est souvent considéré comme le meilleur, car beaucoup plus technique et plus long que [Lesquels ?].

## Liste des pistes
1. Finlandia 00:53
2. Sweet Dreams 04:41
3. Empty Corner 06:21
4. Back To The Stone Age 06:57
5. Concrete Malformation 03:37
6. No Anaesthesia 10:33
7. Light Entertainment 05:17
8. Kill The Dead 00:10
9. Meat Mincing Machine 06:13

## Composition du groupe
- Janne Joutsenniemi : chants et basse
- Roope Latvala : Guitare
- Jiri Jalkanen: Guitare
- Pekka Kasari : Batterie